# توزيعة لينكس خفيفة

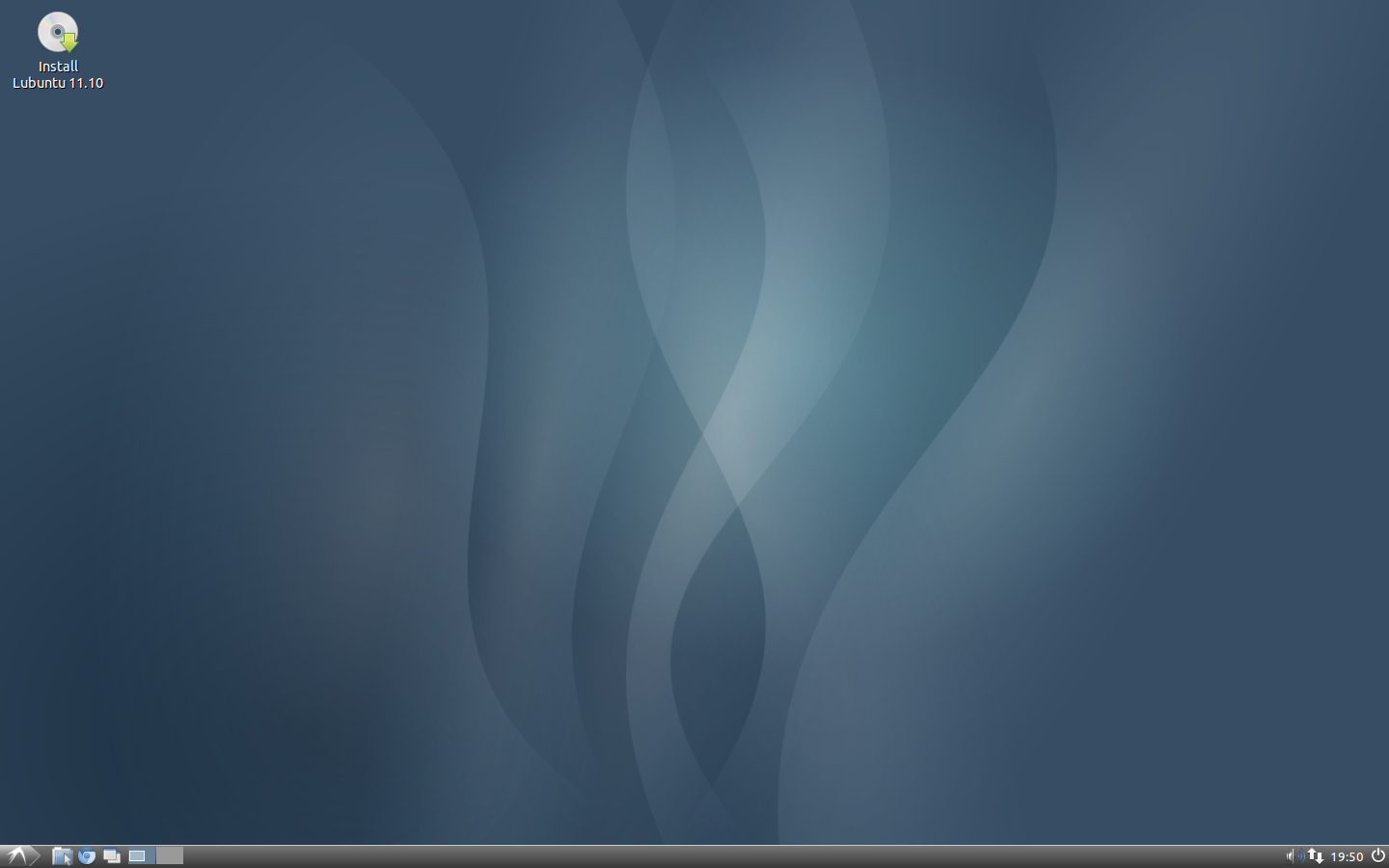
Lubuntu 11.10

توزيعة لينكس خفيفة صغيرة الحجم (بالإنجليزية lightweight Linux distribution) المقصود بها تلك التي تستهلك أقل نسبيا من موارد الحاسوب، على سبيل المثال توزيعة لوبونتو تتطلب معالج بانتيوم 2 و128 ميغابايت من ذاكرة الوصول العشوائي كحد أدنى وهي بديل أخف من أبونتو الذي يتطلب 1جيغا بايت من الذاكرة الحية ومعالج بواحد جيغا هرتز.
مفهوم lightweight غير متفق عليه إلا أن تعريف بول شيرمان مثالي حيث قال: أن المقصود به أمران أن يستطيع العتاد القديم تشغيل النظام وأن تبقى الواجهة بعيدة عن طريقك.

## توزيعات توصف أنها خفيفة صغيرة الحجم
- باسيك لينكس قادر على تشغيل حاسب بمعالج إنتل 386 وذاكرة قدرها 3 ميغا بايت.
- بودهي لينكس توزيعة بسيطة مبنية على أبونتو 10.04.
- دام سمول لينكس خفيفة كفاية لتشغيلها بمعالج إنتل 486 و16ميغا بايت من الذاكرة الحية.
- سليتاز ,تيني لينكس كور ,إكس بود توزيعات تستلزم 25 ميغا بايت ,11 ميغا بايت ,64 ميغا بايت على الترتيب.
- زوبونتو ولوبونتو مبنيتان على أبونتو الأولى بواجهة إكسفس والثانية ب إل إكس دي إي.
- بوبي لينكس أخف من التوزيعات الأخرى نسبيا.